# Zoltán Korda
Zoltán Korda, pseudonimo di Zoltán Kellner (Pusztatúrpásztó, 3 giugno 1895 – Hollywood, 13 ottobre 1961), è stato un regista e sceneggiatore ungherese.

## Filmografia parziale

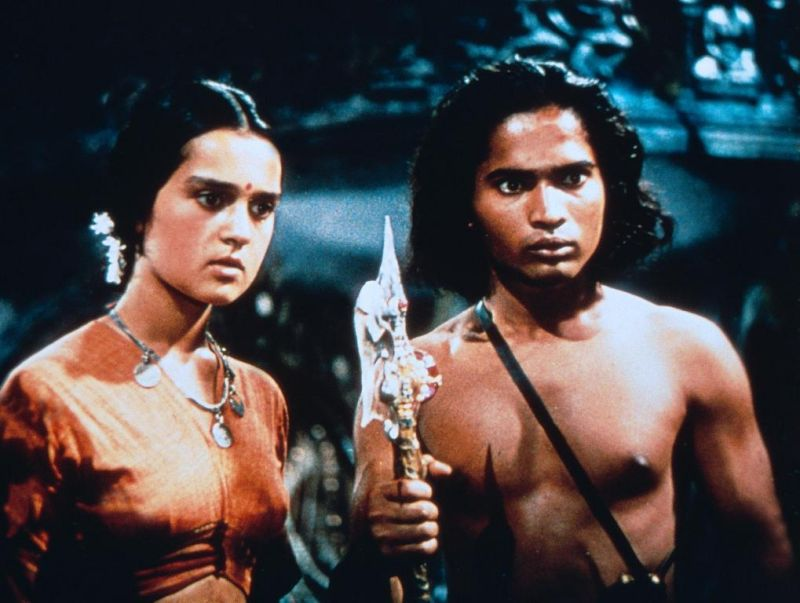
Il libro della giungla (The Jungle Book, 1942)

- Gli undici diavoli, co-regia Carl Boese (1927)
- Bozambo, il gigante nero (Sanders of the River) (1935)
- La conquista dell'aria (The Conquest of the Air), (1936)
- La danza degli elefanti (1937)
- Il principe Azim (1938)
- Le quattro piume (The Four Feathers) (1939)
- Il libro della giungla (The Jungle Book, 1942)
- Sahara (1943)
- Piangi mio amato paese (1951)
- Tempesta sul Nilo (Storm Over the Nile), co-regia Terence Young (1955)

### Sceneggiatore
- Il bel contrabbandiere (Women Everywhere), regia di Alexander Korda (1930)